# Unryū (hangarfartyg)
Unryū (雲龍) var ett hangarfartyg i Unryū-klassen som byggdes för den kejserliga japanska flottan under andra världskriget. Hon togs i bruk i mitten av 1944, men bristen på bränsle och flygbesättningar begränsade hennes användning till japanska vatten. Den förestående amerikanska invasionen av Luzon fick flottan att beordra henne att transportera flygplan och förnödenheter till Filippinerna i december. Fartyget torpederades och sänktes av den amerikanska ubåten USS Redfish i Östkinesiska havet under resan.

## Design och beskrivning
De sista fullstora japanska hangarfartygen som byggdes under andra världskriget var en grupp fartyg som var en version av det tidigare hangarfartyget Hiryū, men där de enskilda enheterna skilde sig åt i vissa detaljer för att återspegla de förändrade omständigheterna när Stillahavskriget närmade sig sitt slut. Unryū  beställdes, under det provisoriska namnet #302, som en del av Kai-Maru 5-programmet 1942. Detta var ett massivt flottbyggprogram som var avsett att ersätta förlusterna vid slaget vid Midway och som var inriktat på flygplan och hangarfartyg. Fartyget var ett av 16 planerade hangarfartyg i Unryū-klassen, men endast tre var färdigställda före krigsslutet.
Unryū hade en total längd på 227,35 meter. Hon hade en bredd på 22 meter och ett djupgående på 8,73 meter. Hon hade ett deplacement på 20 450 ton. Besättningen bestod av 1 595 officerare och sjömän.
Hangarfartygen i Unryū-klassen använde samma turbiner och pannor som den tunga kryssaren Suzuya. Dessa bestod av fyra växlade ångturbiner med sammanlagt 152 000 axelhästkrafter (113 000 kW) som drev fyra axlar med hjälp av ånga från åtta Kampon-typ B vattenrörspannor. Fartyget hade en maxhastighet på 34 knop (63 km/h). Unryū medförde 3 670 ton tjockolja som gav henne en räckvidd på 8 000 nautiska mil (15 000 km) vid 18 knop (33 km/h). Hon hade två skorstenar på styrbordssidan, båda vinklade under horisontalplanet. De var utrustade med ett vattenkylningssystem för att minska den turbulens som orsakades av heta avgaser.

### Flygdäck och hangarer
Unryūs flygdäck var 216,9 meter långt och hade en maximal bredd på 27 meter. Ett litet torn var monterat långt fram på styrbordssidan och innehöll fartygets brygga och faciliteter för flygledning. Fartyget konstruerades med två överbyggda hangarer som betjänades av två flygplanshissar, vardera 14 gånger 14 meter; den centrala hissen som användes i Hiryū ströks för att förenkla konstruktionen. Hissarna hade en maximal kapacitet på 7 000 kilo och tog 19 sekunder att färdas från den nedre hangaren till flygdäcket. Ingen flygplanskatapult var monterad. Fartyget hade en infällbar kran på styrbordssidan av flygdäcket, strax akter om den bakre hissen. Totalt hade Unryū kapacitet för 397 340 liter flygbränsle.
Fartygets flyggrupp var ursprungligen tänkt att bestå av 12 Mitsubishi A6M Zero jaktplan, plus tre i reserv, 27 Aichi D3A Val störtbombplan, plus tre i reserv, och 18 Nakajima B5N "Kate" torpedflygplan plus två i reserv. Unryūs hangarer kunde dock inte rymma så många flygplan, så elva plan planerades att permanent transporteras på flygdäck. År 1943 reviderades flyggruppen till att bestå av 18 Mitsubishi A7M "Sam" jaktplan (+2 i reserv), 27 Yokosuka D4Y "Judy" störtbombplan och sex Nakajima C6N "Myrt" spaningsflygplan. Av dessa var det tänkt att de sex C6N flygplanen skulle permanent placeras på flygdäcket. När fartyget togs i bruk 1944 var varken A7M eller C6N ännu i tjänst, så flyggruppen ändrades till att bestå av 27 Zeros, 12 D4Y, varav tre skulle vara av spaningsversionen, och nio Nakajima B6N "Jill" torpedflygplan. Vid den här tiden var dock bristen på flygbesättningar som var kvalificerade för hangarfartyg så stor att flygplanen användes från baser på land och Unryūs flyggrupp placerades aldrig på fartyget.

### Pansar och bestyckning
Unryūs pansarbälte vid vattenlinjen var 46 millimeter tjockt över maskinutrymmena och 140 millimeter tjockt över magasinen. Hennes däckspansar över maskineriet var 25 millimeter tjockt, medan pansaret över magasinen var 56 millimeter tjockt.
Fartygets primära beväpning bestod av sex dubbelmonterade typ 89 12,7 cm/40 luftvärnskanoner på sponsorer på fartygets sidor. Unryū var ursprungligen utrustad med 16 stycken trippelmonterade och tre enkelmonterade 25 mm typ 96 lätta luftvärnskanoner, de flesta på sponsorer längs skrovets sidor. I slutet av kriget hade fartyget totalt 22 trippel- och 23 enkelmontage. Unryū hade också sex stycken 28-eldröriga luftvärnsraketetkastare. För att försvara sig mot ubåtar var hangarfartyget utrustat med sex sjunkbombskastare och hade mellan sex och tio sjunkbomber till dem.

## Konstruktion och tjänstgöring
Unryū kölsträcktes i Yokosuka den 1 augusti 1942 och sjösattes den 25 september 1943. Efter att ha levererats den 6 augusti 1944 tilldelades hon den 3:e flottan. Hon genomgick sjötester och försök i Tokyobukten fram till mitten av september och överfördes sedan till Kure flottdistrikt, varifrån hon gjorde ett flertal seglingar runt det japanska innanhavet fram till december. Från den 30 oktober till den 7 november tjänstgjorde hon kortvarigt som flaggskepp för viceamiral Jisaburo Ozawas 1:a Mobila flotta. Åtta dagar senare upplöstes enheten och fartyget överfördes till 1:a hangarfartygsdivisionen. Senare samma månad embarkerades några A6M och B6N.

### Sista resan

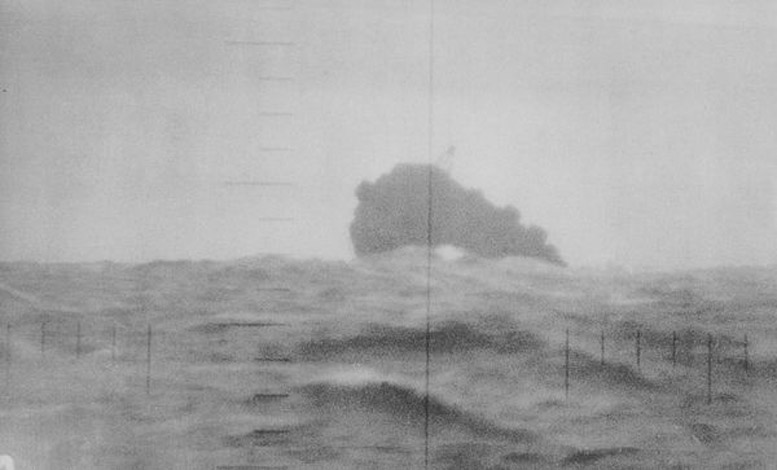
Unryūs sänkning den 19 december 1944. Foto taget genom USS Redfishs periskop

Den 13 december 1944 lastades 30 stycken Yokosuka MXY7 Ōhka kamikaze-raketflygplan ombord på Unryū för transport till Manila i Filippinerna. Fyra dagar senare, den 17 december 1944, lämnade Unryū Kure, Hiroshima eskorterad av jagarna Shigure, Hinoki och Momi under befäl av kapten Konishi. Hennes första resa till sjöss var ett förgäves försök att förstärka garnisonen på ön Luzon strax före de allierades landstigning där.
Den 19 december 1944 torpederades och sänktes Unryū av ubåten USS Redfish. Redfish avfyrade fyra torpeder, varav en träffade direkt under hangarfartygets brygga på styrbordssidan klockan 16:35. Träffen stoppade fartyget då den skar av den huvudsakliga ångledningen, översvämmade två pannrum, startade flera bränder och gav fartyget en 3 graders slagsida. Precis när hangarfartyget började komma i gång igen träffade en annan torped kl. 16.50 på styrbordssidan bredvid den främre hissen och de främre tankarna för flygbränsle. Den resulterande explosionen fick stridsspetsarna i Ohka kamikaze-planen som förvarades på det nedre hangardäcket att detonera och sprängde i princip fören av fartyget. Fartyget krängde mycket snabbt till 30 grader och order om att överge fartyget gavs. Med en slagsida på 90 grader sjönk fartyget med fören först till botten av Östkinesiska havet på bara sju minuter vid position 29°59′N 124°03′Ö. Förlusterna var mycket stora med 1 238 officerare, besättningsmän och passagerare som miste livet. Endast 145 män överlevde och räddades av Shigure, som återvände till Sasebo, Nagasaki den 22 december.